# 安峪镇
安峪镇，是中华人民共和国山西省运城市绛县下辖的一个乡镇级行政单位。

## 行政区划
安峪镇下辖以下地区：
安峪村、孙王村、郇王村、董封村、东三涧村、仓丰村、长杆村、永乐村、北晋峪村、东晋峪村、西晋峪村、下柏村、冯村、冯村岭村、丁家洼村和国营五四一电厂社区。